# 胡曉芳
胡曉芳（1986年12月12日—），後改名王淯，為台灣新生代女演員，中山女中、世新大學廣電系畢業，是知名歌手藍如潔之女兒。曾參加中視《我猜我猜我猜猜猜》節目，巴掌臉美女單元備受注目。2013年成為Sun Lady一員（擔任團長），並於1月8日舉行Sun Lady成軍發表會，不過尚未發行正式作品，並於2014年1月24日退出團體。

## 電視作品
戲劇
- 台視
  - 2007年《神機妙算劉伯溫》－南巫里國（飾 晶靈）
  - 2008年《懷玉傳奇 千金媽祖》－宮中風雲（飾 刘采蝶）
  - 2012年《巔峰時代》（飾 謝小甜）
  - 2015年《春梅》（飾 李秀蓮）

- 華視
  - 2008年《這裡發現愛》（飾 「樂天計程車行」的員工 小君）

- 三立台灣台
  - 2009年 《戲說台灣》-田螺姑娘（飾 王月娥）
  - 2009年 《戲說台灣》-頭城雷劈石（飾 王錦繡）
  - 2010年《天下父母心》（飾 鄭雅婷）
  - 2010年《戲說台灣》-蘭潭抓交替（飾 蘭水菱）
  - 2010年《戲說台灣》-魁星爺掠賊偷（飾 江美芳）
  - 2011年《戲說台灣》-白賊七觕丘罔舍（飾 丘桂花）
  - 《戲說台灣》-神雞土地公-銀佩
  - 《戲說台灣》-蟾蜍不孝子

- 東森幼幼台
  - 2010年《萌學園2聖戰再起》（飾 喵喵凱蒂）
- 中天娛樂台
  - 2011年《戀戀阿里山》（飾 小玉(成年)）

- 公視
  - 2011年《人生劇場-幸福不倒翁》（飾 陳文娟）

- 大愛
  - 2011年《何處是我家》（飾 陳淑貞）
  - 2011年《長情劇展-愛的迴旋曲》 (飾 胡小斑)
  - 2011年《愛的界線》（飾 林佩欣）
  - 2012年《家好月圓》 (飾 年輕游素蓮)
  - 2014年《長情劇展-心語》 (飾 蔡秋敏)
  - 2014年《長情劇展-不能沒有妳》(飾 依潔)
  - 2015年《長情劇展-當我們同在一起》(飾陳毓萍)
  - 2015年《吉姊當家》（飾 張曉燕）

- 客家電視台
  - 2014年《三隻小蟲》（飾 桂嘉瑾外文系大一生）

## 電影
- 2012年BBS鄉民的正義前導